# Saperda internescalaris
Saperda internescalaris är en skalbaggsart som beskrevs av Maurice Pic 1934. Saperda internescalaris ingår i släktet Saperda och familjen långhorningar. Inga underarter finns listade i Catalogue of Life.